# Tecido nervoso

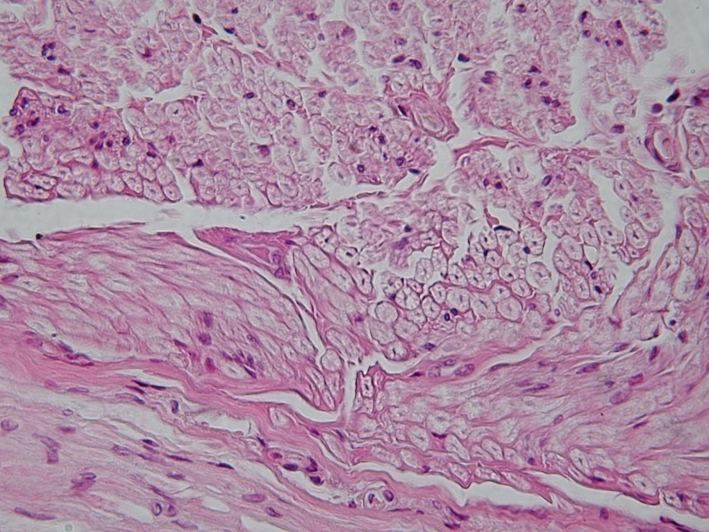
Corte histológico de um tecido nervoso

O tecido nervoso trata-se de um dos tecidos mais especializados do organismo animal e é o principal tecido responsável pela troca rápida de informações dentro do corpo. Esse tecido é sensível aos vários tipos de estímulos que se originam de fora ou do interior do organismo. Ao ser estimulado, torna-se capaz de conduzir os impulsos nervosos de maneira rápida e, às vezes, por distâncias relativamente grandes. Aos estímulos externos o tecido nervoso permite que animais percebam em seu organismo mudanças ambientais como calor, frio e choque e reagem adotando posturas a partir de determinado estímulo. O tecido nervoso tem origem na ectoderme e é composto principalmente por neurônio e neuróglia.
O conhecimento do homem com o meio ambiente tornou-se viável devido a um conjunto dessas células especializadas presentes no tecido nervoso que fazem parte de um sistema integrador, o Sistema Nervoso (SN). Essas células têm a capacidade de excitabilidade e condutividade que favoreceu não só o conhecimento do homem com o meio ambiente, mas também, as respostas do corpo humano à mudanças ambientais. A transmissão de informação pelos impulsos nervosos se dá em estruturas altamente especializadas: as sinapses.
O Sistema Nervoso é anatomicamente dividido em Sistema Nervoso Central (SNC), formado pelo encéfalo e pela medula espinhal, localizados na caixa craniana e coluna vertebral, respectivamente. e Sistema Nervoso Periférico (SNP), formado pelos nervos e gânglios nervosos que emergem do Tronco cerebral.

## Neurônios
Os neurônios são células nucleadas responsáveis pelos impulsos nervosos, altamente especializadas, dotadas de corpo celular e numerosos prolongamentos citoplasmáticos, capazes de captar e transmitir estímulos. O corpo celular do neurônio contém um núcleo grande e arredondado. As mitocôndrias são numerosas e o ergastoplasma é bem desenvolvido. As células nervosas possuem grandes variações tanto em formato, quanto em tamanho. Localizam-se principalmente no encéfalo e medula espinhal. Os poucos neurônios que ficam foram do SNC formam os gânglios nervosos, agrupados em pontos específicos do corpo.
Morfologicamente os neurônios classificam-se em:
1. Neurônios multipolares: possuem mais de dois prolongamentos celulares, ou seja, presença de um axônio e vários dendritos. A maioria dos neurônios se enquadram nesse tipo, e são encontrados no encéfalo e medula espinhal.[2]
2. Neurônios bipolares: possuem um dendrito e um axônio. Função principal: transmissão de informações que foram captadas por órgãos sensoriais como o olfato, visão e audição, ao SNC.[4]
3. Neurônios pseudo-unipolares: esse tipo de célula possuem um corpo celular que logo divide-se em dois correspondendo ao dendrito e ao axônio. Nesse tipo de neurônio os impulsos nervosos originados nos dendritos podem ser transportados para o axônio sem a necessidade de passar pelo corpo celular.[4]

Eles podem classificar-se também baseado a função que exercem:[carece de fontes?]
1. Aferentes, sensitivos ou sensoriais: Função de receber informações vindas do ambiente ou fora do corpo, e as transmitem para o SNC através de impulsos nervosos.[4]
2. Eferentes ou motores: essas células transmitem informações do SNC. Conduzem impulsos nervosos do SNC para órgãos efetores (músculos, por exemplo).[4]
3. Os interneurônios estabelecem conexões entre neurônios e, portanto, são a base para a formação de circuitos neuronais dos mais simples aos mais complexos.[5]

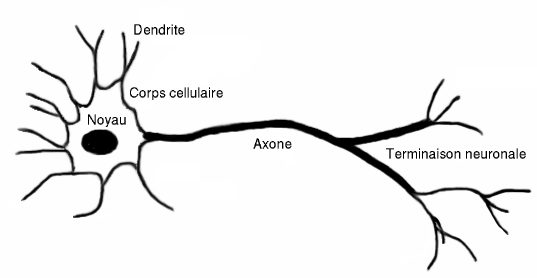
Estrutura morfológica de um neurônio típico

Os neurônios são compostos pelo corpo celular ou pericário, dendritos e axônios.

### Dendritos
Os dendritos (do grego déndron: árvore) são ramificações que surgem do corpo celular que têm a função de captar estímulos de outros neurônios, células epiteliais sensoriais ou do meio ambiente, transmitindo essas informações para o corpo celular. A maioria dos neurônios possuem muitos dendritos e isso acaba por aumentar a superfície da célula, que se afilam gradativamente até as extremidades, facilitando a captação e transmissão dos impulsos nervosos. Os dendritos possuem composição citoplasmática similar ao corpo da célula, mas não possuem Complexo de Golgi.

### Corpo Celular
Também chamado de pericário, o corpo celular é a parte do neurônio composto de núcleo esférico, cada núcleo possuindo um nucléolo e citoplasma rico em retículo endoplasmático rugoso (RER). A quantidade de RER varia ao tipo e a função do neurônio. O citoplasma é composto também por ribossomos, espalhados no citoplasma, aparelho de Golgi, localizados apenas ao redor do núcleo e mitocôndrias que apresentam-se de forma moderada. O corpo celular além de ser considerado um centro trófico, ou seja, parte da célula nervosa que encontra-se o núcleo e demais organelas, também recebe e transmite estímulos (inibitórios ou excitatórios) de outros neurônios.

### Axônio
O axônio (do grego áxon: eixo), é considerado o maior prolongamento da célula nervosa (varia de frações de milímetro até cerca de 1 metro). Cada neurônio contém um axônio, e se origina de uma região da célula denominada cone de implantação e suas extremidades há ramificações em estruturas muito finas denominadas de telodendro. O citoplasma é muito pobre em organelas, contendo apenas de poucas mitocôndrias, retículo endoplasmático liso (REL) e microtúbulos. O axônio tem a função de transmitir informações do corpo celular e dos dendritos para outros neurônios e células musculares.
Proteínas que são produzidas no corpo celular são transportadas através do axônio com velocidade rápida ou lenta dependendo da necessidade, esse fluxo é denominado fluxo anterógrado. Existe também transporte de fluidos em sentido oposto, ou seja, do axônio para o corpo celular, ele é denominado de fluxo retrógrado. O fluxo retrógrado pode levar substâncias para serem reutilizadas pelo pericário e transportar material adquirido pela endocitose.

### Substância cinzenta e substância branca

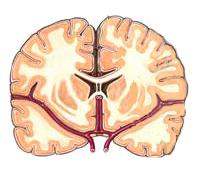
Representação esquemática do encéfalo humano, mostrando externamente a substancia cinzenta (área mais escura) e a substância branca (área mais clara)

É possível fazer uma distinção macroscópica do Sistema Nervoso Central em áreas definidas como substância branca e substância cinzenta. Isso ocorre devido há separações do neurônios entre os corpos celulares e seus prolongamentos.
* Substância cinzenta: Área formada também por tecido nervoso. Localizada externamente no encéfalo é onde encontram-se os corpos celulares, dendritos, alguns axônios e alguns tipos de glicócitos. A coloração das organelas celulares é responsável pela coloração rosa-acinzentado.
* Substância branca: Área interna do encéfalo, de cor esbranquiçada. Essa coloração é graças a presença de mielina que envolve algumas células nervosas. Essa camada é rica de axônios mielínicos e amielínicos.[carece de fontes?]

## Gliócitos
Os gliócitos ou células da glia fazem parte do tecido nervoso com a função de envolver, proteger e nutrir os neurônios. Recentemente descobriu que essas células também tem a capacidade de estabelecer conexão umas com as outras. O termo glia em grego significa cola, sendo utilizada em alusão a sustentação e união que realizam nas células do SN. A primeira célula do tipo glial foi descrita pela primeira vez por Heinrich Müller em 1851. Müller detectou essas células na retina de algumas espécies animais como o peixes, aves e humanos. E no decorrer da história diversos estudos e técnicas são utilizadas para se conhecer mais desse diversificado grupo de células.
Existe cerca de dez gliócitos para um neurônio, mas devido ao seu pequeno tamanho as células da glia ocupam metade do volume do tecido. As células da glia fornecem um microambiente propício para o bom funcionamento das células nervosas. Pode-se classificar no SNC dois grandes grupos baseadas em características funcionais e morfológicas: as microglias (origem na mesoderme) e macroglia (origem na ectoderme) que subdividem-se em oligodendrócitos, células de Schwann, astrócitos e ependimoglia.

### Microglia
São células pequenas, com alongamentos irregulares e ramificadas, presentes tanto na substância cinzenta quanto na substância branca do SNC. O núcleo dessas células são em forma de bastão ou vírgula. Entre as organelas citoplasmáticas há uma predominância de lisossomos. São macrófagos com especialização em fagocitar detritos e restos celulares no tecido nervoso. Elas também secretam citocinas reguladoras do processo imunitário.

### Oligodendrócitos
Células pequenas, com poucos prolongamentos celulares e estão presentes na substância branca e cinzenta do SNC. Entre as organelas citoplasmáticas estão presentes o retículo endoplasmático rugoso, ribossomos, mitocôndrias e complexo de Golgi. Os prolongamentos celulares dessas células enrolam-se nos neurônios do SNC e envolvem-as com um estrato mielínico (ou bainha de mielina) que tem a função de proteger o neurônio e servir de isolante elétrico.

### Células de Schwann

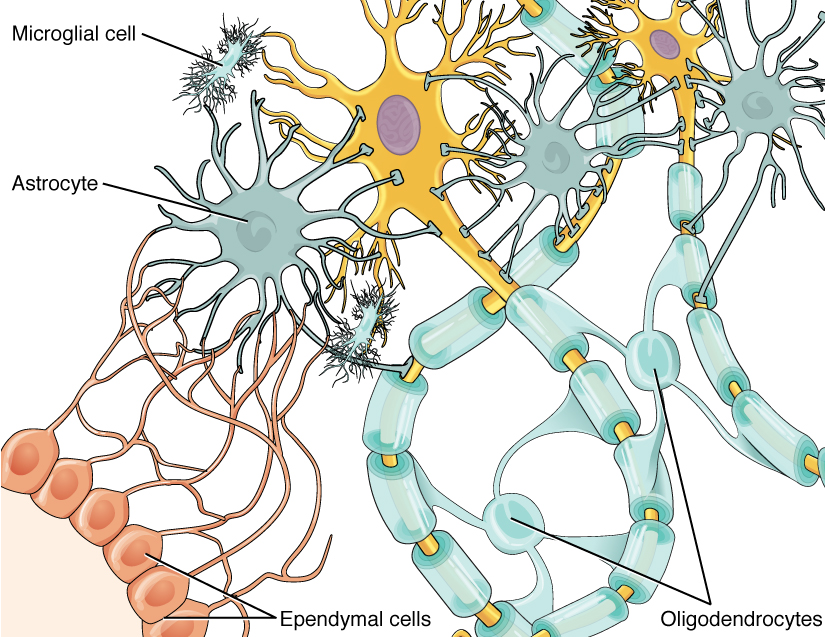
Representação esquemática das principais células da glia presentes no sistema nervoso central

São células da glia encontradas no sistema nervoso periférico e tem a função similar aos oligodendrócitos. As células de Schwann possuem prolongamentos que se enrolam nas neurofibras, dando origem a bainha de mielina cuja função é proteger e se tornar um isolante elétrico para o bom funcionamento das células.

### Astrócitos
Os astrócitos são células grandes, com forma estrelada, com muitos prolongamentos citoplasmáticos e dentre as células da glia são as mais numerosas e que apresentam maior diversidade. Essas células tem a propriedade de transportar substâncias vindas do sangue para os neurônios, também tem a função de sustentação física as células nervosas, auxiliam na regeneração de lesões e no preenchimento de espaços no tecido nervoso ocasionado por morte celular.
Astrócitos protoplasmáticos estão na substância cinzenta e possuem prolongamentos mais numerosos, curtos, delicados e ramificados que os dos astrócitos fibrosos, que ocorrem na substância branca. 

### Ependimoglia
São células epiteliais colunares que revestem os ventrículos encefálicos e o canal localizado centralmente à medula. Em algumas regiões as ependimoglia são ciliadas que ajudam na movimentação do líquido cefalorraquidiano.

## Neurofibras mielinizadas e não-mielinizadas
Dependendo da função as neurofibras podem ou não ser envolvidas pela bainha de mielina. Quando são revestidas pela bainha de mielina elas são chamadas de neurofibras mielinizadas, quando não são revestidas são denominadas de neurofibras não-mielinizadas. A bainha de mielina possuem em sua formação bicamada de fosfolipídios, composta também por proteolipídios e proteína básica da mielina (dando consistência ao envoltório) e são secretadas pelos oligodendrócitos e células de Schwann respectivamente no sistema nervoso central e periférico. Tem função principal de isolante elétrico, como também auxilia na velocidade da propagação do impulsos nervosos nas células nervosas.[carece de fontes?]
Existem interrupções ao longo de neurofibras mielinizadas que são denominadas de nó de Ranvier (ou nós neurofibrosos). As neurofibras apresentam também um calibre maior, alta velocidade de propagação de impulso nervoso e apresentam característica saltatória. O impulso nervoso corre continuamente nas neurofibras não-mielinizadas.[carece de fontes?]
Uma fina camada de tecido conjuntivo envolve as células nervosas e gliócitos, são chamadas de endoneuro. Um conjunto de neurofibras, cada uma delas envolvidas de endoneuro, são revestidas por outra camada de tecido conjuntivo denominada de perineuro. Por fim, diversos grupos de neurofibras, cada uma delas envoltas pelo perineuro, são revestidas pelo epineuro. Essas camadas de tecido conjuntivo apresentam em sua composição proteínas e vasos sanguíneos com a função de nutrir o oxigenar as células ali presentes.

### Nervos
Vários feixes de tecido nervoso agrupados paralelamente formam um nervo. É envolvido por uma bainha de tecido conjuntivo chamada epineuro e pela bainha de mielina, dando portanto a cor esbranquiçada desse tecido. Os nervos não contêm os corpos celulares dos neurônios; esses corpos celulares localizam-se no sistema nervoso central ou nos gânglios nervosos, que podem ser observados próximos à medula espinhal. Quando partem do encéfalo, são chamados de cranianos; quando partem da medula espinhal, denominam-se raquidianos.
Os nervos permitem a comunicação dos centros nervosos com os órgãos receptores (sensoriais) ou, ainda, com os órgãos efetores (músculos e glândulas). De acordo com o sentido da transmissão do impulso nervoso, os nervos podem ser:
- sensitivos ou aferentes: quando transmitem os impulsos nervosos dos órgãos receptores até o sistema nervoso central;
- motores ou eferentes: quando transmitem os impulsos nervosos do sistema nervoso central para os órgãos efetores;
- mistos: quando possuem tanto fibras sensitivas quanto fibras motoras. São os mais comuns no organismo.
As doze ações dos 12 pares de nervos cranianos:
| 1º Olfativo ou olfatório (sensitivo)        | conduz ao cérebro os impulsos nervosos que nos fazem perceber o olfato                                                                                  |
| 2º Óptico (sensitivo)                       | leva ao cérebro os estímulos que geram as sensações visuais                                                                                             |
| 3º Motor ocular comum ou oculomotor (motor) | responsável pelo movimento dos olhos e constrição pupilar                                                                                               |
| 4º Troclear (motor)                         | participa dos movimentos dos olhos |
| 5º Trigêmeo (misto)                         | atua sobre o músculo temporal e masseter, percebendo as sensações da face e atuando nas expressões                                                      |
| 6º Abducente (motor)                        | responsável pelo desvio lateral dos olhos |
| 7º Facial (misto)                           | um de seus ramos atua nos músculos mímicos da face; o outro, inerva as glândulas salivares e lacrimais e conduz a sensação de paladar captada na língua |
| 8º Acústico (sensitivo)                     | possui ramos que permitem a audição e outros, o equilíbrio                                                                                              |
| 9º Glossofaríngeo (misto)                   | sua porção motora leva estímulos da faringe e a sensitiva permite que se perceba o paladar                                                              |
| 10º Vago (misto) abdominais                 | responsável pela inervação de órgãos torácicos e controla as batidas do coração                                                                         |
| 11º Espinhal ou acessório (motor)           | inerva os músculos do pescoço e do tronco |
| 12º Hipoglosso (motor)                      | ajuda nos movimentos da língua |
| ------------------------------------------- | --- |

### Sinapses
As sinapses são regiões de conexão química estabelecidas entre um neurônio e outro; entre um neurônio e uma fibra muscular ou entre um neurônio e uma célula glandular. Logo, as sinapses podem ser interneurais (entre um neurônio e outro), neuromusculares (entre um neurônio e uma fibra muscular) ou neuroglandulares (entre um neurônio e uma célula glandular).
Um neurônio não se comunica fisicamente com outro neurônio, fibra muscular ou célula glandular. Existe um microespaço entre eles, denominado espaço sináptico, no qual um neurônio transmite impulsos nervosos para o outro por meio da ação de mediadores químicos ou neuro-hormônios.

### Atuação dos neuro-hormônios
Os neuro-hormônios estão contidos em microvesículas presentes nas extremidades dos axônios. Quando os impulsos nervosos alcançam esses membros, as microbolhas liberam mediadores químicos no espaço sináptico. Os neuro-hormônios então se ligam aos receptores moleculares presentes nos neurônios a serem estimulados (fibras musculares ou células da glândula).
Essa combinação causa uma mudança na permeabilidade da membrana da célula receptora, o que faz com que os íons entrem na célula, o que faz com que a membrana celular inverta sua polaridade. Em seguida, surge um potencial de ação, gerando impulsos nervosos nas células receptoras.